# A Film Johnnie
A Film Johnnie (br: Joãozinho na película / pt: Charlot no cinema) é um filme mudo de curta-metragem estadunidense de 1914, do gênero comédia, dirigido por George Nichols, produzido por Mack Sennett para os Estúdios Keystone, e com atuação de Charles Chaplin e Roscoe Arbuckle.

## Sinopse
Depois de assistir a um filme dos Estúdios Keystone, Carlitos tenta - e consegue - ingressar no estúdio camuflando-se entre atores famosos como Roscoe Arbuckle e Ford Sterling, apesar da oposição do porteiro. Lá dentro ele se aproxima do set de filmagem, realizando suas habituais trapalhadas até ser identificado.

## Elenco
- Charles Chaplin .... vagabundo
- Mabel Normand .... Mabel
- Roscoe Arbuckle .... ele mesmo
- Virginia Kirstley .... atriz da Keystone
- Ford Sterling .... ele mesmo